# Serial Experiments Lain (videojuego)
Serial Experiments Lain (シリアルエクスペリメンツレイン lit. Lain, Experimentos en serie?) es un videojuego lanzado exclusivamente en Japón para la consola PlayStation de Sony en el 26 de noviembre de 1998, dos meses después del último episodio del anime homónimo. Fue diseñado por Chiaki J. Konaka y Yasuyuki Ueda, y se convirtió en un "simulador de red" en el que el jugador navega para explorar la historia de Lain. MediaWorks publicó el mismo mes una guía del juego llamada Serial Experiments Lain Official Guide (ISBN 4-07-310083-1). El juego no fue clasificado en un género en particular y está completamente en japonés (debido a que no se lanzó fuera de Japón). Tampoco tuvo una clasificación por edades desde que salió pero trata y representa temas que pueden llegar a ser sensibles para ciertas audiencias.  

## Desarrollo
El 26 de noviembre de 1998, Pioneer LDC, Inc.  lanzó un videojuego con el mismo nombre que el anime para PlayStation. Los propios creadores no lo denominaron juego, sino "Psycho-Stretch-Ware". El objetivo de los autores era que el jugador tuviera la sensación de que hay miríadas de información que tendrían que clasificar y que tendrían que ver con menos de lo que existe para comprender. Al igual que con el anime, el objetivo principal del equipo creativo era dejar que el jugador "sintiera" a Lain y "comprender sus problemas y amarla".

## Resumen
El jugador controla un avatar de Lain (su forma de diosa de la Wired) y navega por un sistema jerárquico de archivos de computadora. Los eventos del juego siguen a Iwakura Lain y su psiquiatra llamada Yonera Touko, esto son los eventos  principales del juego:
- Lain de 11 años comienza a visitar a Touko  de 27 años debido a las alucinaciones.
- Touko le enseña a Lain sobre psicopatología.
- Lain ingresa a la secundaria, ganando un amigo llamado Misato y un interés en las computadoras y las redes.
- El padre de Lain desaparece en circunstancias misteriosas y ella programa una IA en un reemplazo robótico de él.
- Después de 3 años de asesoramiento, Touko cree que Lain no tiene más problemas.
- Touko comienza a diagnosticar a Lain nuevamente después de descubrir que su amigo Misato en realidad no existe.
- Lain programa a su padre en Wired y destruye su cuerpo robótico, comenzando posteriormente a programar su propia personalidad en Wired.
- Touko experimenta frustración por su falta de movilidad en el trabajo. Su jefe se suicida.
- Touko experimenta dificultades en las relaciones, siendo abandonado por dos hombres sucesivamente.
- Touko se vuelve emocionalmente inestable y Lain comienza a diagnosticarla.
- Lain se encuentra con su entidad Wired y mata a su yo físico (el suicidio de Lain).
- Lain aparece ante Touko y la mata, absorbiendo su personalidad en el cableado. Lain en la última escena se ve con su forma de diosa de la Wired.

## Personajes
- Iwakura Lain: una chica aparentemente normal con una naturaleza muy introvertida, insegura y de baja autoestima especialmente por su apariencia física. Es muy inteligente y autodidacta, le gusta mantenerse informada y muestra un comportamiento serio. A menudo escucharemos a Lain preguntarse: ¿hay algo malo en ella? ¿Por qué? ¿Por qué no puede ser simplemente ordinaria? E incluso cuando comienza a sentirse normal, ¿por qué sigue sintiéndose sola y sin amigos? A los 11 años, comienza a ver y escuchar alucinaciones, principalmente un doble de sí misma. Como resultado, ve a un terapeuta en Tachibana General Laboratories. Lain también demuestra ser un experto en psicología e informática. Sobre todo, se siente insoportablemente sola.

- Yonera Touko: una graduada de una universidad estadounidense, Touko se desempeña como consejera de Lain. Ella es una empleada nueva y Lain es su primer cliente, estableciendo una relación bastante buena con ella. Touko es apresurada, ingenua y fundamentalmente una buena persona, y la gente en el trabajo la maltrata. La miran de reojo porque es una mujer joven que se fue a estudiar al extranjero.  Ella también está enamorada de cierto Takeshi, que no parece estar interesado en ella. Se revela que Lain es una paciente difícil y le pone las cosas muy difíciles a Touko.

- Makino Shin'ichirou: un oficinista común que se encuentra con Lain en línea. Impresionado con sus habilidades, él le proporciona noticias, datos y partes de computadora.

- Tomo: un niño en la clase de la escuela primaria de Lain que le gusta a Lain.

- Kyoko: una niña en la clase de la escuela primaria de Lain con la que Lain es algo amigable, que trata a Lain como a una hermana menor.

- Mayu:  amiga de Kyoko.

- Kaori: una niña en la clase de la escuela primaria de Lain que trata de ser amigable con todos.

- Padre de Lain: el y Lain son muy cercanos y la trata con mucha amabilidad, a menudo comprándole regalos. Es un hombre de negocios que ocasionalmente necesita viajar.

- La madre de Lain: ella y Lain están en términos un poco menos buenos, y ella es un poco más dura con Lain que con su padre. Todavía trata muy bien a Lain y la cuida cuando necesita ayuda. Ella es una ama de casa.

- Misato: una amiga imaginaria de Lain que ve en su clase de secundaria. Llevándose muy bien, Lain y ella hacen todo tipo de cosas juntas, al menos en la memoria de Lain. Misato es una chica ideal, capaz de tocar el violín maravillosamente, pintar exquisitamente y también es muy hermosa y elegante.

- Amigo de toda la vida de Harumi Touko: ella se casa bastante abruptamente.

- Amigo de toda la vida de Kanako Touko: es una mujer trabajadora que intenta convertirse en editora.

- Takeshi: Es el novio de Touko se conoció mientras estudiaba en el extranjero. Trabaja en Tachibana General Laboratories junto a Touko. Su relación es muy platónica.

- El  amante de Yoshida Touko: trabaja en una empresa de fabricación de equipos de ejercicio que visita Tachibana General Laboratories de vez en cuando. Es popular entre las mujeres.

- Jefe de Takashima Touko: un hombre bien intencionado que a menudo deja las tareas del hogar en Touko, impidiendo su investigación. Touko lo odia.

- Mr. Rabbit:  un amigo que Lain hizo en línea. Él le enseña a piratear.

- Shock Spammer: un usuario malévolo en línea que envía imágenes de shock encriptadas a la bandeja de entrada de Lain.

- El padre de Progenetis: Lain Después de la desaparición de Padre, Lain comienza a hacer reemplazos artificiales de sus amigos y familiares, comenzando con Padre.

- Bike-chan: un peluche que supuestamente ha sido Lain desde su nacimiento. Lain parece verlo como un amigo.

- El otro yo de Lain: Una alucinación de otra Lain. Ella es la razón por la que Lain comienza a ver a Touko.

- CLN-1: una mujer anónima que dispara a su novio en público.

## Gameplay
La jugabilidad se acerca a la novela visual. El jugador está limitado a desbloquear piezas de información y luego leerlas, verlas o 
escucharlas, con poco o ningún rompecabezas necesario para desbloquear. Lain se distancia aún más de los juegos clásicos por el orden aleatorio en el que se recopila la información. Las entradas se navegan a través de un concentrador central, diseñado para parecerse a los sistemas operativos de computadora futuristas que se ven en el anime Serial Experiments Lain.
El jugador aún puede seguir una historia ya que cada información está en un orden cronológico (a pesar de estar disponible en un orden aleatorio). Por ejemplo, el jugador puede leer la lechería de Touko (llamada Tda en el juego) siguiendo este orden: Tda001, Tda002, ... pero el jugador puede tener acceso a Tda028 primero ya que es lo más cercano a donde empiezas al principio del juego.
Al comienzo del juego, el jugador puede seleccionar archivos moviendo a Lain por el menú de selección. El menú de selección, llamado Sitio (hay dos sitios: A y B), tiene 22 niveles a los que se puede acceder moviendo Lain hacia arriba y hacia abajo y cada piso tiene de una a nueve partes accesibles moviéndose hacia la derecha o hacia la izquierda.
Los archivos flotan por cada piso. Puede separar cada archivo en la categoría:
File System:
- Diario de Touko (Tda): Pensamientos personales de Touko.
- Diario de Lain (Lda): Pensamientos personales de Lain.
- Diagnóstico (Dia): diagnóstico de Lain después de sus interacciones, proporcionado por Touko.
- Consejería (Cou): interacciones de Lain y Touko.
- TaK: Citas aleatorias de Lain.
- Dc: videos
- Coleccionables (P2)
- Actualizaciones:
- Mr. Recovery (SSKn): Un "requisito de actualización" para desbloquear algunos medios.
- PUERTA: Un "pase de puerta" para desbloquear el Sitio B
- A veces, cuando intenta abrir un archivo, Lain se caerá y no podrá abrirlo, significa que los archivos están bloqueados y necesita una actualización de Mr. Recovery para desbloquearlo.
- Recopilar todo el coleccionable (P2) le dará acceso a dos archivos multimedia inactivos adicionales.

## Conexiones y diferencias entre el juego y el anime
- Este juego explica muchos elementos del anime que se dan por sentados o no se explican. Puede considerarse una línea de tiempo alternativa al anime también una posible precuela,  quizás una en la que Lain se encarna en un entorno diferente. La serie de eventos difiere  de la de la serie animada. En el videojuego, Lain habla con un terapeuta, un personaje que no aparece en el anime, mientras que la mayoría de los personajes del anime (como Alice) están ausentes del juego.

- El corte de pelo de Lain. En el juego, se revela que Lain se cortó el pelo. El mechón de cabello más largo donde sujeta su horquilla está destinado a evitar que algo que "entra por la derecha" "salga por la izquierda". No se sabe mucho sobre el contexto de esta declaración (al menos para el fandom de habla inglesa), pero se ha teorizado que el peinado de Lain protege a los demonios o evita que sus recuerdos desaparezcan.

- Según la guía, la misteriosa declaración de Lain se refiere a sus alucinaciones auditivas.

- El chip del capítulo 9  del anime. Esto puede ser de la misma naturaleza que la máquina que Touko recibió de Tachibana Labs.

- Temas compartidos. Como parte de la misma franquicia, tanto el juego como el anime cubren temas como la confiabilidad de la memoria y la naturaleza de la existencia y la realidad.

## Recepción
El videojuego atrajo poca atención del público. Criticado por su falta de jugabilidad, así como por su "interfaz torpe", diálogos interminables, ausencia de música y tiempos de carga muy largos, no obstante, fue destacado en su momento por sus notables gráficos generados por computadora, y sus hermosos fondos.